# NGC 7501
NGC 7501 (другие обозначения — PGC 70619, MCG 1-59-7, ZWG 406.8, NPM1G +07.0509) — эллиптическая галактика (E1) в созвездии Рыбы.
Этот объект входит в число перечисленных в оригинальной редакции «Нового общего каталога».